# Wimex Gruppe
Die Wimex Gruppe ist eine international tätige Unternehmensgruppe der Agrar- und Energiebranche mit Sitz in Baasdorf bei Köthen (Sachsen-Anhalt). Ihre Geschäftsbereiche unterteilen sich in Geflügel, Gemüse & Obst sowie Energie. Größter Anteilseigner ist die Wagner Familien-Stiftung mit 49,25 %. Im Geschäftsfeld Geflügel zählt die Wimex Gruppe zu den größten Produzenten von Eintagsküken und Bruteiern in Europa. Zudem ist das Unternehmen spezialisiert auf die Aufzucht und Vermehrung von Elterntieren sowie genetisch besonders wertvollen Großelterntieren. Unter der Marke Bördegarten produziert und vertreibt die Wimex Gruppe Gemüse und Obst für den Lebensmitteleinzelhandel in Mittel- und Norddeutschland. Der Anbau erfolgt auf ca. 1.000 Hektar Freiflächen sowie in einem 63.000 Quadratmeter großen Gewächshaus in Osterweddingen bei Magdeburg.

## Geschichte
Gerhard Wagner gründete 1985 die Wimex Agrarprodukte Import und Export GmbH in Regenstauf zur Erzeugung von Bruteiern. Mit vier Elterntierbetrieben mit insgesamt 260.000 Tieren produzierte das Unternehmen anfangs insbesondere Bruteier für den Export in den Mittleren Osten. Gerhard Wagner war zuvor Geschäftsführer der Brüterei Süd, ebenfalls mit Sitz in Regenstauf. In den 1990er-Jahren expandierte Wimex im Zuge der Privatisierung ehemaliger Volkseigener Betriebe in die neuen Bundesländer. Zunächst übernahm Wimex 1990 einen Betrieb in Sachsen und 1991 in Sachsen-Anhalt, in den folgenden Jahren wurde eine Reihe weiterer Betriebe gekauft. 2002 wurde erstmals ein Tierhaltungsbetrieb in Ostdeutschland neu gebaut.
Zur standortnahen Produktion des Tierfutters baute Wimex 1994 ein Mischfutterwerk in Baasdorf sowie im Jahr 2000 ein weiteres Mischfutterwerk in Wulfen. Für die Nutzung der Nährstoffe des anfallenden Hühnermists und zur Sicherung der Futtermittelproduktion investierte Wimex umfassend in Agrarflächen. Das Unternehmen zählt zu den größeren Investoren auf dem landwirtschaftlichen Bodenmarkt in den neuen Ländern: Unter anderem übernahm Wimex die ehemalige LPG Wulfen. Im Jahr 1998 übernahm Wimex als Franchisenehmer des internationalen Hühner-Zuchtunternehmens Cobb-Vantress (Teil von Tyson Foods) den Vertrieb der Zuchtlinie Cobb unter dem Namen Cobb Germany. Anfangs belieferte das Unternehmen mit vier Großelternbetrieben die DACH-Länder, später Zentral- und Osteuropa. 2013 expandierte die Wimex-Gruppe auch in die Niederlande. Dort betreibt die Gruppe seit 2013 eigene Brütereien und vertreibt Eintagsküken.
2001 wurde die 1998 gegründete "Taufrisch Bördegarten" von der Wimex Gruppe gekauft. Unter der Marke "Bördegarten" wird seit dem Gemüse vermarktet und 2008 die Errichtung einer mit Hühnermist betriebenen Biogasanlage in Köthen.
Im März 2021 brach die in Deutschland grassierende Vogelgrippe H5N8 auch in einem Wimex-Tierhaltungsbetrieb im bayrischen Nittenau aus. Um eine Ausbreitung des hoch ansteckenden Virus’ zu verhindern, wurden rund 50.000 Tiere auf amtlichen Erlass gekeult. Es konnte auch Nachgang nicht geklärt werden, wie das Virus H5N8 in den Stall gelangte.
Am 8. Februar 2021 war die Unternehmensgruppe von einem Cyberangriff betroffen. Die Angreifer schleusten Schadsoftware in die internen Systeme ein, die IT-Abteilung konnte den Schaden aber in Grenzen halten.
Der Umsatz der Unternehmensgruppe fiel 2021 erstmals seit 2014 unter die Marke von 300 Mio. Euro Umsatz. Die WIMEX-Muttergesellschaft erhielt 2021 337.297,97 € EU-Agrarsubventionen, die Tochterfirma Agrargesellschaft Wulfen mbH 752.155,76 €, und die Bördegarten Gemüse GmbH & Co KG 356.010,29 €. 65 % der Umsätze generierte die Unternehmensgruppe in Deutschland, 20 % in anderen EU-Mitgliedsstaaten sowie 15 % in der restlichen Welt.
Im Juli 2022 gab es ein Leck an der Biogasanlage in Köthen. Schadstoffe traten aus; die Ausbreitung konnte durch einen schnellen Einsatz von Feuerwehr, Spezialeinsatzkräften für chemische Dienste, Polizei und Rettungsdienst eingedämmt werden. Menschen kamen bei dem Vorfall nicht zu Schaden. Die Auswirkungen auf die Umwelt konnten auf ein Minimum begrenzt werden.

## Gesellschafter
Größter Anteilseigner an der Wimex Gruppe ist die Wagner Familien-Stiftung mit Sitz in Regenstauf: Sie hält 49,25 %. Die REWES Beteiligungs GmbH ist mit einer Beteiligung von 48,75 % zweitgrößter Anteilseigner. Die weiteren Anteile gehören der WIMEX Agrarprodukte Import und Export GmbH selbst sowie dem Gründer Gerhard Wagner (0,5 %).
Der Unternehmensgründer Gerhard Wagner stand der operativen Geschäftsführung von 1985 bis 2019 vor und wechselte zum 1. Juli 2019 in den neu eingerichteten Beirat. Seitdem wird die Unternehmensgruppe von drei Geschäftsführern geleitet: Ulrich Wagner, Sohn von Gerhard Wagner; Leopold Graf von Drechsel, der seit 2001 für den Geschäftsbereich Geflügel verantwortlich war; und Ralph Weickert, bis dahin Prokurist und Leiter der kaufmännischen Verwaltung.

## Struktur
Der Geschäftsbereich Geflügel macht mit knapp 216 Mio. Euro und 73,18 % des Gesamtumsatzes den größten Unternehmensbereich aus. WIMEX besitzt Tierhaltungsbetriebe mit einer Kapazität zur Aufzucht von 1,328 Millionen Tieren, zur Produktion von 1,857 Millionen Tieren und zur Produktion von jährlich 435,455 Millionen Bruteiern. Darüber hinaus ist die Unternehmensgruppe in den Bereichen Landwirtschaft (78 Mio. Euro Umsatz bzw. 26,53 %) und Mischfutterproduktion (1 Mio. Euro Umsatz bzw. 0,29 %) tätig.

### Geflügel

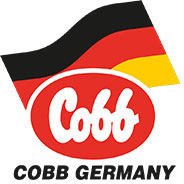
Logo von Cobb Germany

Geflügel ist das Kerngeschäftsfeld von WIMEX mit einer ausgeprägten vertikalen Integration: Die Unternehmensgruppe hält und vermehrt Großeltern- sowie Elterntiere, betreibt Brütereien, vertreibt Eintagsküken und mästet selbst Geflügel, verwertet Hühnermist in Biogasanlagen und bringt diesen auf eigenen Äckern aus, erzeugt Futtermittel und verarbeitet diese in eigenen Futtermittelwerken.

#### Großeltern- und Elterntierhaltung
Zur Großelterntierhaltung verfügt WIMEX über 36 Betriebe in Deutschland, in denen jährlich 10 Millionen Hühner der Zuchtrasse Cobb erzeugt werden. Zur Elterntierhaltung verfügt die Unternehmensgruppe über 97 Betriebe. 60 % der für die Mast erzeugten Hybridhühner entfallen auf die Rasse Cobb, des Weiteren ein Bruchteil auf die Rasse Hubbard und der Rest auf die Rasse Ross (beide Aviagen / EW Group).

#### Brütereien
Zum Ausbrüten der Bruteier verfügt die Unternehmensgruppe über eine Reihe von Brütereien. Im Schnitt dauert es 21 Tage und acht Stunden, bis aus den Bruteiern Küken schlüpfen. Anschließend werden die Küken auf Fließbänder gesetzt und schwache Küken aussortiert, betäubt und gehäckselt. Die Küken, die den Anforderungen genügen, werden verladen und zu den Mastbetrieben transportiert.
Die Eintagsküken werden international vermarktet. Wichtige Abnehmer sind die PHW-Gruppe, Plukon und die Sprehe-Gruppe. Ein Teil der Eintagsküken wird in eigenen Mastanlagen gemästet.
In Deutschland betreibt WIMEX Brütereien unter anderem im sächsischen Wiedemar-Wiesenena (Cobb Germany AVIMEX GmbH, Elterntiere), in Mockrehna, im sachsen-anhaltischen Rosefeld, Dessau-Mosigkau, Elsnigk und im nordrhein-westfälischen Vreden. Die insgesamte wöchentliche Brutkapazität betrug 2017 4 Millionen Küken, die neugebauten Brütereien in Elsnigk und Vreden erhöhten die wöchentliche Kapazität jeweils um weitere 1,2 Millionen Küken.
In den Niederlanden beträgt die wöchentliche Brutkapazität 5,7 Millionen Küken. Dort betreibt WIMEX Brütereien unter anderem in Lunteren (Lagerwey), Groenlo, Meppel und Langenboom.

#### Mast
WIMEX betreibt Hühnermast mit der Mecklenburger Broiler-Farm GmbH mit Sitz in Neubukow, Mecklenburg-Vorpommern. Geschäftsführer und Mitgesellschafter des Unternehmens ist Karl Johannes Heinemann. Die 6 Mastanlagen verfügen über 830.790 Tierplätze und produzieren jährlich 8 Millionen Masthühner. Vor dem Zusammenbruch der DDR waren die Mastanlagen Teil eines Kombinats Industrielle Mast.

#### Auslandsbeteiligungen
WIMEX ist mit 40,83 % beteiligt an Cobb Espanola SA und mit 50 % an Cobb Russia. Cobb Russia beliefert unter anderem den größten Geflügelfleischproduzenten Russlands Cherkizovo.

### Landwirtschaft

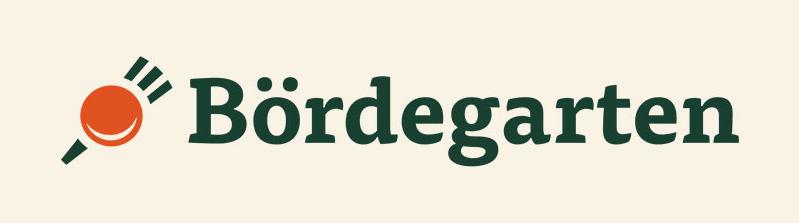
Logo der Marke Bördegarten Gemüse

WIMEX besitzt mehr als 8000 Hektar Ackerfläche (Stand 2016) für den Futtermittelanbau mit konventionellen Anbaumethoden. Die Bewirtschaftung erfolgt größtenteils über das Tochterunternehmen Agrargesellschaft Wulfen mbH. Die Erzeugnisse, vor allem Getreide und Mais, dienen der Unternehmensgruppen-internen Futterversorgung. Zur Verarbeitung betreibt WIMEX mehrere Mischfutterwerke, unter anderem in Baasdorf und in Wulfen.
Des Weiteren betreibt WIMEX auf über 1.000 Hektar Freifläche (Stand 2023) Gemüsebau. Die Erzeugnisse, unter anderem Radieschen und Karotten, vermarktet WIMEX unter der Marke Bördegarten Gemüse über große Lebensmittelhändler wie Edeka.

## Sonstige Aktivitäten
Geschäftsführer Gerhard Wagner war von 2001 bis 2011 Präsident des Zentralverbandes der Deutschen Geflügelwirtschaft (ZDG). Von 2011 bis 2016 war Geschäftsführer Leopold Graf von Drechsel Präsident der ZDG und im Präsidium der Arbeitsgemeinschaft Deutscher Tierzüchter.
Im Bundestagswahljahr 2013 spendete WIMEX 12.000,00 € an die CSU.

## Kontroversen

### Umweltschäden
WIMEX wurde wiederholt vorgeworfen, durch hohe Ammoniakemissionen für Umweltschäden verantwortlich zu sein. So zählt WIMEX laut Fleischatlas der Heinrich-Böll-Stiftung zu den größten Emittenten von Ammoniak in Mecklenburg-Vorpommern und trage damit zur Versauerung von Böden, zur Überdüngung des Grundwassers und zur Bildung von gesundheitsschädlichem Feinstaub bei.
Im Jahr 2017 veröffentlichte die Rechercheorganisation Correctiv eine Datenauswertung, wonach der Nitratgehalt des Grundwassers rund um die WIMEX-Betriebe in und um Baasdorf den Grenzwert um fast das Doppelte überschreite.

### Tierquälerei
Im Jahr 2010 strahlte Report Mainz von der Tierrechtsorganisation PETA veröffentlichte Aufnahmen aus einem Elterntierbetrieb im niedersächsischen Natenstedt aus, die unter anderem zeigten, wie Hühner getreten, geschlagen und mehrere Meter weit gegen Wände geworfen wurden. Bei dem Elterntierbetrieb handelte es sich um einen WIMEX-Vertragsproduzent, Abnehmer der dort produzierten Bruteier war das Tochterunternehmen Wiesenhof der PHW-Gruppe. Peta kritisierte die Zustände als massive Tierschutzverstöße. Die PHW-Gruppe räumte ein, dass die Aufnahmen tierquälerisches Verhalten zeigten, die Zustände seien unentschuldbar und nicht vereinbar mit den Tierschutz-Leitlinien für Elterntierfarmen. Laut PHW-Gruppe handelte es sich um Einzelfälle, das Unternehmen habe personelle Konsequenzen gezogen.
Im Jahr 2016 strahlte das Fernsehmagazin Panorama von der Tierrechtsorganisation Animal Rights Watch (ARIWA) veröffentlichte Aufnahmen aus Tierhaltungsbetrieben von führenden Funktionären deutscher Landwirtschaftsverbände aus. Darunter waren auch Elterntierbetriebe von WIMEX, deren Geschäftsführer Graf von Drechsel zu dem Zeitpunkt Präsident des Zentralverbands der Deutschen Geflügelwirtschaft war. ARIWA sprach von massiven Verletzungen des Tierschutzes. Von Drechsel bestätigte, dass die Aufnahmen aus WIMEX-Betrieben stammten und Rücken- und Schulterverletzungen mangelhaft versorgt worden seien.
Im Jahr 2017 berichteten das Fernsehmagazin Frontal 21 und Spiegel Online über neuerliche von ARIWA veröffentlichte Aufnahmen aus fünf WIMEX-Elterntierbetrieben in Baasdorf, Rosefeld, Wettin-Löbejün, Wettin und Pilsenhöh. Die Aufnahmen zeigten federlose, mit eitrigen Wunden versehene sowie tot auf dem Boden liegende Hühner. Die Aufnahmen zeigten außerdem, wie Tiere tierschutzwidrig getötet wurden, indem ihnen der Hals umgedreht wurde. ARIWA kritisierte zudem, dass das Futterband nur eine Stunde am Tag eingeschaltet und auch Wasser nicht durchgehend verfügbar sei, was angesichts der auf schnelle Gewichtszunahme gezüchteten Tiere zu Hunger führte. Michaela Dämmrich, Amtstierärztin  und Tierschutzbeauftragte des Landes Niedersachsen, stufte Teile der aufgenommenen Zustände als Tierschutzverstöße ein und bezeichnete die Haltungsform als nicht tiergerecht. WIMEX teilte mit, man nehme die Vorwürfe sehr ernst, könne aber keine detaillierte Bewertung abgeben.

### Subventionen
Im Jahr 2017 veröffentlichte Correctiv eine Recherche, wie viele Subventionen WIMEX über die verschiedene Tochterunternehmen erhält und führte die Erkenntnisse anschließend übereinander mit Daten zu Schadstoffausstößen der Betriebe. Correctiv kritisierte, dass WIMEX öffentliche Förderungen in großer Höhe erhalte, aber gleichzeitig in Form von Massentierhaltung sowie Umweltbelastungen dem Gemeinwohl schade.
2018 berichtete der Spiegel, dass WIMEX im vergangenen Jahr rund 275.000 Euro EU-Agrarsubventionen erhalten hatte und kritisierte, dass die Zahlung der Gelder nicht an Umwelt- oder Tierschutzauflagen gekoppelt sei und WIMEX trotz dokumentierter Verfehlungen nichts zurückzahlen müsse.

### Lebensmittelverschwendung
WIMEX wurde von Anwohnern Lebensmittelverschwendung im Gemüsebau vorgeworfen. LKW-Ladungen frischen Gemüses würden weggekippt und auf den Äckern untergepflügt, anstelle sie zu vermarkten oder an Bedürftige abzugeben. WIMEX verteidigte das Vorgehen damit, dass in der Landwirtschaft auch mal Gemüse in großen Mengen weggeworfen würde, wenn es aufgrund hoher Ansprüche der abnehmenden Handelsketten nicht vermarktet werden könne.

### Landgrabbing
Laut Johann Heinrich von Thünen-Institut zählt WIMEX zu den großen Investoren auf dem landwirtschaftlichen Bodenmarkt in den neuen Ländern. Die Arbeitsgemeinschaft bäuerliche Landwirtschaft kritisierte das Vorgehen von WIMEX und anderer Investoren als ostdeutsches Landgrabbing. Der Kritische Agrarbericht führt WIMEX in einer Liste agrarindustrielle Großgrundbesitzer, die ein Vielfaches an bäuerlichen Arbeitsplätzen vernichten und Agrarstruktur gefährden würden.

### Proteste
Tierrechts- und Umweltaktivisten haben wiederholt gegen Neubau-Projekte von WIMEX protestiert, unter anderem in Aschersleben und in Cochstedt. Hinsichtlich eines geplanten Neubaus in Cochstedt mit einer Kapazität von 80.000 Tieren gab WIMEX im Juni 2016 bekannt, aufgrund des anhaltenden Protest aus der Bevölkerung, insbesondere der Organisation Tierfabriken Widerstand, das Vorhaben nicht weiterzuverfolgen.